# Countryband
Eine Countryband ist eine Band, die ausschließlich oder überwiegend Country-Musik spielt.

## Entstehungsgeschichte

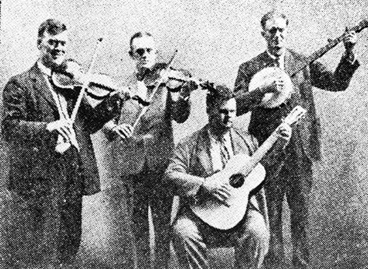
Gid Tanner and his Skillet Lickers (um 1926), eine der großen Countrybands ihrer Zeit

Countrybands sind so alt wie die Country-Musik selbst. Das Erfordernis einer Countryband ergab sich mit der Gründung erster Tanzhallen (Dance Halls), nachdem Fiddler ihre Zuhörer fußstapfend mit Old-Time Music unterhalten hatten. Wenn nicht als Solo präsentiert, sorgten Stringbands, mit Fiddle und anderen Saiteninstrumenten ausgestattet, für die Instrumentierung der Old-Time-Music. Erste bekannte Stringbands waren Charlie Poole’s North Carolina Ramblers in der Besetzung Norman Woodlieff (Gitarre), Charlie Poole (Gesang/Banjo) und Posie Rorer (Fiddle), sie machten ab 27. Juli 1925 erste Aufnahmen, oder Dr. Humphrey Bate and his Possum Hunters (ab 3. März 1928).
Hillbilly geht zurück auf Uncle Dave Macons Hill Billie Blues (8. Juli 1924). Erste Hillbilly-„Supergroup“ waren die 1924 gegründeten Gid Tanner and his Skillet Lickers mit Riley Puckett (Gitarre), Gideon Tanner/Clayton McMichen (Fiddles), die erstmals ab 7. März 1924 aufnahmen. Sie waren allein durch ihr einzigartiges Zusammenspiel eine der größten Countrybands aller Zeiten, Vorbild für den Vater des modernen Western Swing (Bob Wills) und den Vater des Bluegrass (Bill Monroe). Milton Brown & His Musical Brownies gelten allgemein als erste Band des Western Swing (Aufnahmen seit 9. Februar 1932). Deren Mitglied Bob Dunn (seit Januar 1935) wiederum benutzte für seine Steel-Gitarre erstmals einen Verstärker. „Uncle“ Eck Robertson nahm am 30. Juni 1922 die erste Old-Time-Music zusammen mit seinem Partner Henry C. Gilliand (beide Fiddle) auf. Im selben Jahr sendete der Radiosender WSM (Georgia) erstmals Folkmusik mit Stringbands. Am 14. Juni 1923 nahm Fiddlin’ John Carson die ersten Hillbilly-Songs als Solist auf, ab März 1924 begleitete ihn eine Countryband.
Otto Gray & His Oklahoma Cowboys war die erste Cowboy-Band, die auf der Titelseite des Billboard-Magazins am 6. Juni 1931 erschien. Sun Records, dem Rockabilly und Rock & Roll zugewandt, brachten ab 25. Oktober 1954 Sessionmusiker zusammen, deren Besetzung mit einer Countryband identisch ist. Die Line-up bestand aus Stan Kesler (Steelgitarre), Quinton Claunch (Gitarre), Bill Cantrell (Fiddle), Marcus Van Story/Wayne Deal (Bass) und Johnny Bernero/Clyde Leoppard (Schlagzeug). Der spätere Rock-’n’-Roll-Musiker Bill Haley begann mit einer Countryband, den Four Aces of Western Swing. Am 27. Januar 1946 machte er mit seinen Down Homers Kenny Roberts (Gesang), Bob Mason (Rhythmusgitarre), Shorty Cook (Steel), und Guy Campbell (Fiddle) in Detroit seine ersten Aufnahmen.
Mit der Konzentration der Country-Musik auf Nashville ab 1946 kam es auch hier zum Zusammentreffen von Sessionmusikern, die mit dem von ihnen und Musikproduzenten wie Chet Atkins entwickelten Nashville Sound die Country-Musik prägten. Insbesondere zu erwähnen ist das Nashville A-Team, das ab Dezember 1953 zu einer stabilen Zusammensetzung fand und aus etwa 50 gegenseitig austauschbaren Musikern bestand.

## Instrumentierung
Von anderen Bands, insbesondere Pop-, Beat- oder Rockbands, unterscheidet sich eine traditionelle Countryband durch eine völlig andere Instrumentierung in der Besetzung. Richard Walton Tullys Theaterstück Bird of Paradise (Premiere am 8. Januar 1912) popularisierte die Ukulele und die Pedal-Steel-Gitarre in den USA. Insbesondere die Steelgitarre entwickelte sich zum Schlüsselinstrument einer klassischen Countryband.
Das Schlagzeug wurde in der Frühzeit noch als zu laut und für Country-Musik ungeeignet verachtet. Erst Bob Wills führte es im September 1935 bei seinen Texas Cowboys ein, ebenso wie im November 1938 die elektrische Steelgitarre. Das Schlagzeug war bei offiziellen Auftritten nicht erwünscht, in der Grand Ole Opry musste es hinter dem Vorhang platziert werden. Selbst die weniger konservative Louisiana Hayride verbannte das Schlagzeug noch bis 1956 hinter den Vorhang. Neben dem Banjo und der Steelgitarre sind auch Dobro, Westerngitarre, Mandoline oder Fiddle übliche Bestandteile einer Countryband. Gitarren waren lange Zeit akustisch, elektrische Gitarren kamen erst ab 1938 zum Einsatz.